# Ikaris
Ikaris è un personaggio dei fumetti, creato da Jack Kirby (testi e disegni), pubblicata dalla Marvel Comics. La sua prima apparizione è in Eternals (prima serie) n. 1 (luglio 1976), è leader della razza conosciuta come gli Eterni nell'Universo Marvel e il più potente della sua specie dopo Thanos.

## Origini
Ikaris nacque 20,000 anni fa in Polaria, oggi conosciuta come Siberia. Ikaris è il figlio degli Eterni Virako e Tulayn. Il suo vero nome di battesimo è sconosciuto. La madre di Ikaris, Tulayn, morì quando lui aveva appena 300 anni.
Quando la Seconda Schiera dei Celestiali fece sprofondare Lemuria in quello che è conosciuto come il “Grande Cataclisma”, Ikaris guidò una nave di uomini alla salvezza. Gli umani lo scambiarono per un uccello, e (secondo l'Universo Marvel) venne memorizzato come la colomba che guidò Noè alle montagne dell’Ararat (Eternals (prima serie), n. 2).

## Primi secoli
Ikaris prende il suo nome da un tragico incidente avvenuto centinaia di anni prima. Mentre combatteva i devianti nell'antica Grecia, l'Eterno, poi conosciuto come Ikaris, conobbe e sposò una donna umana. I due generarono un figlio di nome Icaro, che amava librarsi in aria con il padre sopra i mari e le montagne della Grecia. Una volta, l'Eterno costruì al figlio una coppia di ali meccaniche affinché potesse volare al suo fianco.

Quando suo padre scomparve mentre stava combattendo i Devianti, il giovane Icaro cercò di seguirlo usando le ali meccaniche. Per la troppa inesperienza nel volo, il giovane Icaro si librò in aria troppo in alto, perdendo coscienza nell'alto dell'atmosfera, cadendo verso la sua morte. Così, trovato il figlio morto, l'Eterno prese il suo nome, Ikaris, in ricordo.
Verso il 1000 a.C., Virako, il padre di Ikaris, morì in battaglia contro il Deviante Dromedan. Ikaris fu così adottato da suo zio Valkin, che gli rivelò la sua casa segreta nell'Artico, la Piramide dei Venti.
In alcuni momenti durante i primi secoli, Ikaris e gli Eterni si sono scontrati con il mutante immortale, Apocalisse. Questo conflitto finì, e Ikaris e gli Eterni lo sconfissero, e Ikaris credette nella morte di Apocalisse.
Nel 1823, in preparazione all'arrivo della Quarta Schiera di Celestiali, Zuras ordina a Ikaris di perfezionare i suoi sensi cosmici per anticipare il loro arrivo. Quando i Celestiali furono vicini, a Ikaris venne ordinato di recarsi alla Città degli Dei dello Spazio e risvegliare l'Eterno dormiente Ajak per salutarli.

## Poteri e abilità
Ikaris ha i poteri tipici di tutti gli Eterni: non invecchia e qualora fosse ucciso rinascerebbe a Olympia nella camera di riattivazione con il corpo già adulto e i ricordi intatti; è in grado di manipolare la materia a livello molecolare; è in grado di far levitare gli oggetti senza fatica (persino un aereo); è quasi invulnerabile, data la presenza di un continuo campo di forza a contatto con la sua pelle; è molto più forte e robusto di un uomo normale e la sua capacità di guarigione è rapidissima. L'Eterno può inoltre esercitare un debole controllo mentale: nella quinta uscita di Secret Invasion, ad esempio, Ikaris convince Ercole di essere l'Eterno Dimenticato.

Ikaris è inoltre dotato di poteri che altri Eterni non hanno: può emettere raggi di energia dagli occhi e volare a enormi velocità (gli altri Eterni possono solo levitare).

## Altri media

### Marvel Cinematic Universe
- Ikaris è apparso per la prima volta come antagonista principale nel film del Marvel Cinematic Universe Eternals (2021), interpretato da Richard Madden.[2] Inizialmente si dimostra come il leader tattico degli Eterni, nonché uno dei più forti della squadra, essendo in grado di volare, sparare raggi laser dagli occhi ed essendo dotato di forza sovrumana. È ispirato alla figura mitologica di Icaro. È l'unico del gruppo a cui Ajak abbia confidato le vere ragioni per cui si trovano sulla Terra e, a causa di ciò, ha passato i millenni a rifuggire da ogni forma di contatto con la vita terrestre essendo consapevole della sua futura distruzione. Si lega a Sersi fino a convolare a nozze con lei, ma successivamente sceglie di abbandonarla in quanto pressato dalla sua consapevolezza. Quando Ajak lo informa che intende radunare la squadra per fermare l'Emersione, Ikaris la conduce con l'inganno dai Devianti e ne causa la morte, ingannando poi i suoi stessi compagni e arrivando a combatterli cercando di ucciderli quando scoprono quello che ha fatto e cercano di impedire l'Emersione. Alla fine sceglie di aiutarli resosi conto del profondo amore che lo lega a Sersi e, pertanto, alla vita sulla Terra; compiuta la missione, in preda al rimorso per quello che ha fatto, vola verso il sole presumibilmente per suicidarsi.
- Il personaggio è ricomparso nuovamente nella quinta serie animata dell'MCU Marvel Zombies (2025).

### Videogiochi
Ikaris compare in:
- Marvel Heroes
- Marvel Puzzle Quest
- Marvel: Sfida dei Campioni
- Marvel Future Fight
- Marvel Strike Force
- Marvel Super War
- Marvel Duel
- Marvel Future Revolution